# Дімітріє Болінтіняну
Дімі́тріє Болінтіня́ну (Dimitrie Bolintineanu; 1819, Болінтін-Вале — 20 серпня 1872, Бухарест) — румунський письменник і політичний діяч.
У найвідоміших «Історичних легендах» Болінтіняну оспівав боротьбу свого народу за незалежність. Збірка «Немезида» (1861), романи «Маноїл» (1855) і «Олена» (1861) спрямовані проти внутрішньої реакції. В циклах «Квіти Босфору» та «Македонянки» зібрані ліричні вірші, серед яких багато анакреонтичних. Болінтіняну писав також драматичні й публіцистичні твори.